# 神奈川県立上鶴間高等学校
神奈川県立上鶴間高等学校（かながわけんりつ かみつるまこうとうがっこう）は、神奈川県相模原市南区上鶴間本町九丁目に所在する公立の高等学校。略称は「鶴高」。平成28年度1月にICT利活用授業研究推進校に指定された。授業のさまざまな場面でタブレット端末等のICT機器を利用し従来型の授業スタイルにとらわれることなく、生徒たち自らが考え学んでいく「主体的・対話的で深い学び」を推進している。

## 設置学科
- 普通科

## 沿革
- 1976年9月1日 - 県央地区相模原方面校設立準備室（教育庁管理部総務室内）開設。
- 1977年1月1日 - 神奈川県立上鶴間高等学校（県立麻溝台高等学校内）設置。
- 1977年3月23日 - 相模原市上鶴間2579番地の仮設校舎に移転。
- 1979年3月20日 - 新校舎（中央棟・北棟・体育館）を現在地に建設竣工。

## 交通
出典 : 
路線バスは神奈川中央交通が運行している。以下の路線に乗車。
| 乗車駅             | 系統 | 下車停留所                  |
| ------------------ | ---- | --------------------------- |
| 小田急線相模大野駅 | 大13 | 「上鶴間高校」              |
| JR横浜線町田駅     | 町89 | 「かわせみ会館前」、徒歩5分 |

徒歩
| 最寄り駅                 | 徒歩所要時間 |
| ------------------------ | ------------ |
| 江ノ島線東林間駅         | 25分         |
| 東急田園都市線つきみ野駅 | 20分         |

## 学園祭
「麗鶴祭」とよばれる。

## 著名な出身者
- 弥生 - 歌手。女優・小雪の姉。
- 草彅琢仁 - イラストレーター。
- 佐藤哲也 - フリーアナウンサー
- 南秀仁 - サッカー選手
- 常本佳吾 - サッカー選手
- 渡辺桃 - プロレスラー
- 佐藤紳哉 - 将棋棋士
- 長谷川徹 - 脚本家・映画監督
- 阿部将太郎-政治家